# Rușeni
Rușeni – wieś w Rumunii, w okręgu Satu Mare, w gminie Păulești. W 2011 roku liczyła 238 mieszkańców. 